# Thorvald Andersen
Carl Christian Thorvald Andersen (født 8. april 1883 i Aarup, død 3. maj 1935 på Frederiksberg) var en dansk arkitekt.
Thorvald Andersen havde som tilsynsførende arkitekt og konsulent på Justitsministeriets bygninger, en stor praksis. Den har ifølge opgavernes natur overvejende en saglig karakter, men præges altid af en god og behersket smag.
Han er begravet i urne på Søndermark.

## Uddannelse
Thorvald Andersen tog Præliminæreksamen 1899, hvorefter han gik i snedkerlære, gennemgik Odense Tekniske Skole, med afgangseksamen i 1903; han blev optaget på Kunstakademiet i april 1904 og avancerede indtil arkitekturskolens ældste klasse som han forlod 1910, 1922 medlem af Akademisk Arkitektforening, arbejde bl.a. 1907-1912 hos Martin Borch ved Rigshospitalets opførsel og fra 1912 en årrække hos Kristoffer Varming

## Udstillinger
Charlottenborg 1918. 

## Arbejder
Lazaretlejrene i Hald og Horserødlejren (1916-1917), Sønder Omme arbejdsanstalt, Ungdomsfængslet på Søbysøgård, Udvidelsen af Statsfængslet i Vridsløselille, Horsens og Nyborg Straffeanstalter, Dommerbolig i Frederikssund, Villaer, Møbler.